# Солнечний (Каменський міський округ)
Со́лнечний (рос. Солнечный) — селище у складі Каменського міського округу Свердловської області.
Селище було засноване 2012 року.